# Langelandstermolenpolder
De Langelandstermolenpolder is een voormalig waterschap (molenpolder) in de provincie Groningen.
De polder lag ten oosten van Thesinge, tussen de Boersterwaterlozing in het noordoosten en de Lageweg (de weg van Thesinge naar Garmerwolde) in het zuidwesten. De zuidoostgrens was de Stadsweg, terwijl de noordwestgrens op ongeveer 450 m ten westen hiervan liep. De polder was niet breed, maar wel zo'n 3,2 km lang. De polder werd bemalen door de nog steeds functionerende Langelandstermolen die uitsloeg op het Abbemaar. 
Waterstaatkundig gezien ligt het gebied sinds 1995 binnen dat van het waterschap Noorderzijlvest.